# Temrenli, Çaldıran
Temrenli là một xã thuộc thành phố Çaldıran, tỉnh Van, Thổ Nhĩ Kỳ. Dân số thời điểm năm 2011 là 296 người.